# Déformation temporelle dynamique
 (octobre 2014).
Si vous disposez d'ouvrages ou d'articles de référence ou si vous connaissez des sites web de qualité traitant du thème abordé ici, merci de compléter l'article en donnant les références utiles à sa vérifiabilité et en les liant à la section « Notes et références ».
Pour les articles homonymes, voir DTW.

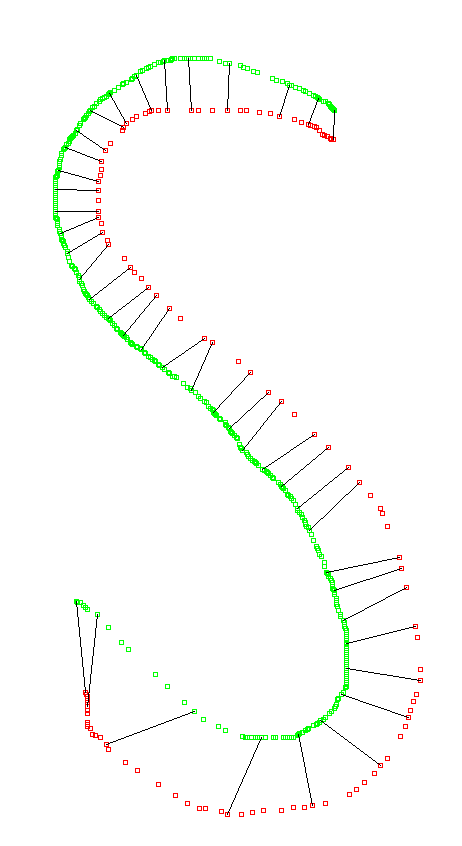
Exemple d'alignement de 2 séquences réalisé avec l'algorithme DTW

La déformation temporelle dynamique (algorithme DTW pour Dynamic Time Warping en anglais) est un algorithme permettant de mesurer la similarité entre deux suites qui peuvent varier au cours du temps. Par exemple des similarités entre des pas dans des vidéos peuvent être détectées même si dans l'une ou l'autre des vidéos le sujet a marché plus rapidement ou plus lentement, ou encore si au cours de l'une ou l'autre le sujet a accéléré ou ralenti.
L'algorithme DTW a été exploité en vidéo, audio, graphique par ordinateur, bio-informatique... et peut être appliqué dans toute situation où les données peuvent être transformées en une représentation linéaire. Une application célèbre est l'application en reconnaissance automatique de la parole, où il est nécessaire de tenir compte de vitesses d'élocution très variables.
De façon générale, DTW est une méthode qui recherche un appariement optimal entre deux séries temporelles, sous certaines restrictions. Les séries temporelles sont déformées par transformation non linéaire de la variable temporelle, pour déterminer une mesure de leur similarité, indépendamment de certaines transformations non linéaires du temps. Cette méthode d'alignement de séries temporelles est souvent utilisée dans le contexte de modèles de Markov cachés.